# Aedes pulchritarsis
Aedes pulchritarsis é um espécie de mosquito do género Aedes, pertencente à família Culicidae, encontrado em países do Mediterrâneo. A espécie utiliza buracos de árvores como locais de reprodução, em montanhas florestadas com alta precipitação.
A primeira descrição foi feita por Rondani em 1872, e as descobertas mais recentes foram da presença da espécie no Irã (2007), Tunísia e Turquia (2019) e Alemanha (2017).